# لسانيات مقارنة
اللسانيات المقارنة (بالإنجليزية: Comparative Linguistics)‏ علم تأسس على يد السير ويليام جونز في نهاية القرن الثامن عشر لدراسة وتحليل النصوص المكتوبة في لغات مختلفة لكنها ذات صلة، وقد أوضح وجود علاقة بين كل من اللغة اللاتينية، واليونانية، والسنسكريتية توحي بنشوئها من مصدر واحد نتيجة ما لاحظه من تشابه معاني (أصوات متشابهة) في اللغات الثلاث فعلى سبيل المثال كلمة frater اللاتينية، وكلمة phrater اليونانية، وكلمة bhratar في اللغة السنسكريتية تعني كلها (أخ) مما دفع بعض علماء اللسانيات لدراسة العلاقة بين اللغات المختلفة، والتفاعلات الناشئة عن حوار متحدثين من خلفيات ثقافية مختلفة، ومساعدة الراغبين في تعلم لغات غير لغتهم الأصلية، واهتمت اللسانيات بدراسة كيفية تشكل كلمات تكون معاني متشابهة في لغات مختلفة، وعمل دراسات مقارنة على هذه اللغات، وأطلق على عناصر التشابه بين اللغات مصطلح صلة القرابة(بالإنجليزية:  genetic relationships)‏ وكون اللسانيون من كل مجموعة من اللغات ذات المنشأ الواحد عائلة لغوية صاغوها على شكل (شجرة عائلة) من أبرز هذه العائلات:´

## معلومات تاريخية
في القرن العشرين، تطورت طريقة بديلة وهي الإحصاءات اللغوية التي تقترن أساسًا باسم موريس سواديش (Morris Swadesh) ولكنها تعتمد على الأعمال الأولى. في تلك الطريقة تُستخدم قائمة كلمات قصيرة للمصطلحات الأساسية في اللغات المختلفة للمقارنة. استخدم موريس سواديش 100 عنصر (وكانوا 200 في الأساس) المفترض تشابهم (على أساس التشابه الصوتي) في اللغات التي تم مقارنتها، على الرغم من استخدام قوائم أخرى أيضًا. تُشتق مقاييس المسافات عن طريق فحص أزواج اللغات ولكن تلك الطرق تقلل من المعلومات بدرجة كبيرة. كما أن علم مقارنة اللغة والتاريخ، الذي يعد أحد فروع الإحصاءات اللغوية التي تم تطويرها في الخمسينيات ويرجح صيغة رياضية لتحديد تاريخ انفصال اللغتين، يعتمد على النسبة المئوية للمصطلحات الأساسية للكلمات المستقلة ثقافيًا. يتم افتراض معدل ثابت للتغيير في شكلها الأبسط، حيث يوجد نوع من التعارض البسيط في النسخ السابقة ولكنها أخفقت في اكتساب الثقة. وقد خضع علم مقارنة اللغة والتاريخ لشكوك متزايدة، ونادرًا ما يُطبق هذه الأيام. يمكن الحصول على التقديرات التأريخية من خلال الطرق المحوسبة التي تحتوي على قيود ومعدلات حساب أقل من البيانات. على الرغم من ذلك، فإن أيًا من الطرق الرياضية للحصول على الانشقاقات الزمنية للغة الأم على أساس ما هو موجود في المعاجم، لم تثبت موثوقيتها الكاملة.
في الآونة الأخيرة، تم تطوير طرق اختبار الفرضيات الإحصائية المحوسبة المتعلقة بالطريقة المقارنة والإحصاءات اللغوية. تتشابه الطرق القائمة على الحروف مع الطرق القائمة البارزة السابقة والبارزة المتشابهة مع الطريقة الأخيرة (انظر اللغويات المقارنة الكمية). قد تكون الحروف المستخدمة صرفية أو نحوية وكذلك معجمية. ومنذ منتصف التسعينيات، استُخدمت أساليب علم الوراثة العرقي الأكثر تطورًا المستندة إلى أسلوب التفرع الشجري والشبكي للتحقق من العلاقات بين اللغات وتحديد التواريخ التقريبية للغات الأم. وقد أبشر الكثيرون بنجاحها ولكن لم يقبلها أصحاب النظرية التقليدية بالكامل. على الرغم من ذلك، لم يكن من المفترض أن تحل هذه الطرق بديلة عن الطرق الأقدم ولكن لتكميلها. لا يمكن استخدام تلك الطرق الإحصائية لاستخلاص مميزات اللغة الأم، بصرف النظر عن حقيقة وجود عناصر مشتركة للمفردات المقارنة. وقد دخلت تلك النظريات في تحد مع مشاكلها المنهجية، لأنه دون إعادة تأسيس المتشابهات الصوتية أو على الأقل وجود قائمة مفصلة بها، قد لا يكون هناك أي دليل تشابه بين كلمتين في لغات مختلفة.

## شجرة اللغات الهند أوروبية
تضم شجرة اللغات الهند أوروبية كلاً من السنسكريتية، واليونانية، واللاتينية، والإنجليزية، والألمانية، ولغات أوروبية وآسيوية أخرى.

## شجرة لغات الجونكويان (Algonquian)
تشمل شجرة لغات الجونكويان لغات سكان أمريكا الشمالية الأصليين.

## شجرة لغة البانتو
تضم اللغة السواحيلية، والهوسا، والزولو ولغات أفريقية أخرى.

## شجرة اللغات الأفرو أسيوية
كانت تسمى اللغات الحامية السامية وهي العائلة اللغوية الأساسية السائدة في الشمال الإفريقي والشرق الأوسط، وتنقسم إلى خمس عائلات فرعية هي: السامية، والبربرية، والمصرية، والكوشية، والتشادية، وتنتمي اللغة العربية إلى مجموعة من أربع مجموعات تُقسم إليها اللغات السامية
1. المجموعة الأولى (مجموعة الشمال الأقصى) وتمثلها اللغة الأكادية (الأشورية البابلية) أقدم اللغات السامية الموثقة، وسادت بلاد ما بين النهرين خلال الفترة من عام 3000 ق.م حتى القرن الميلادي الأول.
2. المجموعة الثانية (مجموعة الشمال الأوسط) وتضم اللغة العبرية القديمة والحديثة، الأوغاريتية، والفينيقية، والآرامية، والسريانية التي تسمى أحيانًا (الآرامية المسيحية).
3. المجموعة الثالثة (مجموعة الجنوب الأوسط) وتضم اللغة العربية الفصحى، واللهجات العربية الإقليمية الحديثة، واللغة المالطية.
4. المجموعة الرابعة (مجموعة الجنوب الأقصى) وتضم لهجات جنوب الجزيرة العربية المنحدرة من أصول قديمة كلغة مملكتي معين وسبأ، واللغة الأمهرية، واللغة الإثيوبية التقليدية ولغات أثيوبية إقليمية مثل التيجري Tigré والتيجرينيا Tigrinya والجوراج Gurage.

وللتعرف على تاريخ انفصال لغات عائلة لغوية عن بعضها البعض يجمع اللسانيون في قوائم كلمات يسمونها «الكلمات الثوابت» (culture free) كل قائمة تخص لغة من لغات العائلة، ويجرون عليها عمليات إحصائية، يستخلصون منها التاريخ الذي انفصلت فيه هذه اللغات عن اللغة الأم.
وتتميز الكلمات الثوابت بخاصية الثبات وعدم التغير على مر الزمن إذ يقاوم أصحاب اللغة تغيير هذه الكلمات تلقائيًا لأن لها قيمة خاصة مثل كلمات (أم ـ أب ـ أخ ـ رأس ـ عين ـ أرض.. الخ).